# Щербак, Анатолий Иванович
Анатолий Иванович Щербак (укр. Анатолій Іванович Щербак; 14 июня 1923, Ракитное, Киевская губерния (ныне Полтавская область), Украинская ССР, СССР — 16 августа 1988, Киев, Украинская ССР, СССР) — советский киновед и сценарист. Кандидат филологических наук (1954). Член Национального союза кинематографистов Украины. Лауреат Премии Союза кинематографистов Украины (1978).

## Биография
Родился 14 июня 1923 года в селе Ракитное Киевской губернии (ныне Полтавская область).
Член Коммунистической партии Советского Союза с 1943 года. В 1950 году окончил Киевский университет им. Т. Г. Шевченко, в 1953 году — аспирантуру при нему. Автор многих книг по истории литературы, русско-украинских литературных связей, советского кинематографа. Написал сценарии к художественным, документальным и научно-популярным фильмам.
Ушёл из жизни 16 августа 1988 года в возрасте 65 лет в Киеве. Похоронен в Байковом кладбище.

## Творчество
- Сучаснiсть в украïньскiй кiнодраматургiï. К., 1962
- Перши кроки, 2 вид. К., 1967
- Музи на тернах. К., 1969
- Киноспадщина, прочитана сьогоднi. К., 1976

## Награды
- Премия Союза кинематографистов Украины за книгу «Киноспадщина, прочитана сьогоднi» (1978)